# 西奧多·威廉·舒爾茨
西奥多·威廉·舒爾茨（英語：Theodore William Schultz，1902年4月30日—1998年2月26日），暱稱泰德·舒爾茨（Ted Schultz），美国经济学家， 芝加哥大学教授、前经济系主任，芝加哥经济学派成员之一。他在经济发展方面做出了开创性研究，深入研究了发展中国家在发展经济中应特别考虑的问题，因此于1979年（與威廉·阿瑟·刘易斯一同）獲得诺贝尔经济学奖。

## 早年生活
1902年，西奥多·舒尔茨出生于美国中部南达科他州阿灵顿郡的一个德国移民家庭，父亲是小农场主。舒尔茨没有上过中学，在农业学校学习了几年之后，1921年进入南达科他州立学院学习农学专业，1927年毕业。随后进入威斯康星大学，1930年获农业经济学博士学位。

## 学术生涯
1930－1943年，舒尔茨任教于爱荷华州立大学，开始了他的“穷人经济学”研究之路。
四十年代后进入芝加哥大学任教，直至1972年退休，于1946年至1961年担任经济系主任，是芝加哥經濟學派的代表人物之一。
舒尔茨1960年当选为美国经济学会会长，1998年2月26日逝世。

## 学术成果
|                   | 世界上大多數人是貧窮的，所以如果懂得窮人的經濟學，我們也就懂得了許多真正重要的經濟原理。 |
| ——西奧多·W·舒爾茨 |                                                                                          |

在舒尔茨看来，农业经济学就是穷人的经济学，因为世界上大多数穷人都生活在农村。从20世纪30年代开始，舒尔茨发表了一系列关于美国农业危机的研究论文。六十年代后，舒尔茨把对农业经济问题与人力资本理论的研究结合起来，研究发展中国家的农业问题，从而对发展经济学作出了开创性的贡献。

### 農業經濟領域
1979年，西奥多·舒尔茨因对发展经济学和农业经济学的贡献获得诺贝尔经济学奖，他分析了农业在经济中扮演的角色，研究对于工业化的政策有着深远的影响，无论是在发展中国家和发达国家
。由于“在经济发展研究领域中所做出的贡献，特别是对发展中国家的经济问题所做的首创性研究”，舒尔茨在1979年与另一名美国经济学家阿瑟・刘易斯共同分享了当年的诺贝尔经济学奖。舒尔茨同时还是一名活跃的社会活动家，曾在美国政府农业部、商务部、联合国粮农组织、世界银行等机构兼职，对美国的经济政策和若干世界性机构都发生了积极的影响。
舒尔茨反对轻视农业的看法，强调现代化农业对经济增长的作用，并从三方面进行了分析：
1. 传统农业的基本特征是什么？
2. 传统农业为什么不能成为经济增长的源泉？
3. 如何改造传统农业？

《改造傳統農業》一書是發展經濟學中的經典著作。传统农业的基本特征是向农民世代使用的那种类型农业要素投资的低收益率，此外，还要进一步说明为了改造这种类型的农业，就要发展并供给一套比较有利可图的要素。发展和供给这种要素，并学会有效地使用这些要素，是投资——向人力和物质资本的投资——的事。

### 人力資本理論
舒尔茨研究为什么二战后德国和日本以奇迹般的速度从严重的破坏中得以复苏，相比之下，英国在战争结束后很久仍然需要配给粮食。他的结论是，恢复的速度是因为健康的、受过良好教育的人口，教育促进生产力，和健康的身体，进行教育投资能够促进经济增长。他的一个主要贡献后来被称为人力资本理论，这一理论在20世纪80年代启发了国际上大量的发展工作，激励国际货币基金组织和世界银行等布雷顿森林体系国际金融机构投资于职业和技术教育。
在1960年代，西奧多·舒爾茨提出人力資本（human capital）的概念，定義為人的能力價值。舒爾茨主張教育的支出是純消費和投資的組合，他建議人力資本是跟其他類型的資本一樣，它可以是透過教育、訓練和醫療設施及服務等費用的投資，以改善生產的質與量。教育的投資包括國小、國中、高中，以及大學或更高的學歷，而訓練指的是對企業組織員工的在職訓練。因此，人力資本是一種對人力的生產性的投資，包括在利用教育和訓練以提升技能或知識來增加生產力和利潤。同時，人力資本亦被廣泛定義為企業組織中員工擁有的技能、能力、知識和專門技術。
西奥多·舒尔茨还提出人力资本的分支概念教育资本，关注对于教育的投资。經濟學家發現報酬的遞增起源，努力並非徒勞。這導致知識的進步，而知識進步又帶來收入的增長。每一次進步，作為一個過程，最終受制於報酬遞減。這意味著不存在已為人知的、獨特而持久的收入增長過程。

### 指導學生
西奥多·舒尔茨1980年到访中國北京大學，該校指派林毅夫为舒尔茨翻译；舒尔茨对林的翻译和经济学上的领悟颇为赞赏，回到芝加哥后便安排推荐给林毅夫奖学金就读芝加哥大学经济系。劉憶如是林毅夫當年芝加哥大學經濟系的同學，她說：「他似乎是舒爾茨教授在家造成革命性影響的傳人」。當時林毅夫是西奧多·舒爾茨的關門弟子（已於1972年退休）
他的学生盖尔·约翰逊曾这么评价他，“舒尔茨是发展经济学的杰出创新者，他是一个传道授业解惑的师者，一个成功的学术管理者，一个敏锐的观察者。”

## 榮譽奖项
- 1952－1972年，芝加哥大學查爾斯·哈琴遜特殊貢獻教授，退休後被聘為榮譽教授。[23]
- 1972年，美國經濟學會——弗朗西斯·沃爾克獎章。[24]
- 1979年，諾貝爾經濟學獎。[4]

## 人物著作
舒尔茨代表性著作有：《改造传统农业》、《不稳定经济中的农业》、《农业经济组织》、《向人力资本投资》、《经济增长与农业》、《人力资本投资》等。
《經濟增長與農業》講述：發展中國家普遍追求迅速工業化的發展戰略，忽視了農業的發展。舒爾茨認為農業對經濟增長有巨大貢獻，重工抑農的政策不會使經濟現代化；但舒爾茨覺得，經濟發展的關鍵因素不是物質資本，而是人的生產技能；舒爾茨還認為，政府推行歧視農業的價格的政策，是不足取的。20世紀五六十年代，發展經濟學家還一致認為，農業資源配置是無效率的，如若從農業中撤出一部分勞動力，農業生產效率就會提高，舒爾茨批駁了這一觀點，他認為要把傳統的農業轉變為現代農業，唯有引入新的生產要素。
Schultz, Theodore W. . Journal of Farm Economics. 1956, 38 (3): 748–762. JSTOR 1234459.

### 書籍撰寫
- 1943年 Redirecting Farm Policy, New York: Macmillan Company.
- 1945年 Agriculture in an Unstable Economy, New York: McGraw-Hill.
- 1953年 The Economic Organization of Agriculture, McGraw-Hill.
- 1963年 The Economic Value of Education, New York: Columbia University Press.
- 1964年 Transforming Traditional Agriculture, New Haven: Yale University Press.
- 1968年 Economic Growth and Agriculture, New York: MacGraw-Hill.
- 1971年 Investment in Human Capital: The Role of Education and of Research, New York: Free Press.
- 1972年 Human Resources (Human Capital: Policy Issues and Research Opportunities), New York: National Bureau of Economic Research,
- 1981年 Investing in People, University of California Press. Description （页面存档备份，存于） and chapter-preview links. （页面存档备份，存于）
- 1993年 The Economics of Being Poor, Cambridge, Massachusetts, Blackwell Publishers
- 1993年 Origins of Increasing Returns, Cambridge, Massachusetts, Blackwell Publishers

### 參與編輯
- 1945年 Food for the World, Chicago: University of Chicago Press.
- 1962年 Investment in Human Beings, Chicago: University of Chicago Press.
- 1972年 Investment in Education: Equity-Efficiency Quandary, Chicago: University of Chicago Press.
- 1973年 New Economic Approaches to Fertility, Chicago: University of Chicago Press,
- 1974年 Economics of the Family: Marriage, Children, and Human Capital, Chicago: University of Chicago Press.